# Bianca Bernardes Blanger
Bianca Bernardes Blanger (Itajaí, 26 de junho de 1997), é uma ex-jogadora de futebol e atual preparadora física.

## Biografia
Bianca Bernardes jogou no Kindermann nos anos 2014, 2016, 2018 e 2019, onde ganhou dois Campeonatos Catarinense Feminino, e no Napoli-SC em 2017.
Em 2020 atuou como treinadora de goleiros, no Caçador Atlético Clube, e no mesmo ano foi preparadora física no Napoli-SC, onde também foi auxiliar técnica no ano seguinte, em 2021. E em 2022 foi preparadora física do Avaí/Kindermann.

## Títulos
Campeonato Catarinense Feminino
- 2018[1]
- 2019[1]